# Елба
Лабе пренасочва насам.  За други значения вижте Лабе (пояснение).
 Тази статия е за реката в Централна Европа.  За острова в Средиземно море вижте Елба (остров).  
Елба или Лаба (на немски: Elbe, Елбе; на чешки: Labe, Лабе; на долногермански Елв, Elv) е голяма река в Централна Европа, една от главните водни артерии в региона, протичаща по територията на Чехия (краища Краловохрадецки, Пардубицки, Средночешки и Устецки) и Германия (провинции Саксония, Саксония-Анхалт, Долна Саксония, Шлезвиг-Холщайн и Хамбург), вливаща се в Северно море. Дължина 1094 km, площ на водосборния басейн 148 268 km².

## Географска характеристика

### Извор, течение, устие
Река Елба (под името Лаба) води началото си на 1386 m н.в., от западната част на планината Кърконоше (част от планинска система Судети), в крайния северозападен ъгъл на Краловохрадецки край, на 500 m под билото на планината и границата с Полша. В началото Лаба тече в южна посока, при град Пардубице завива на запад, а при град Колин – на северозапад и запазва това генерално направление до устието си. В най-горното течение (първите 20 km) Лаба е типична планинска река с бързо течение, голям наклон и множество бързеи, прагове и водопади (Елбски водопад – височина 70 m). След това до устието на най-големия си приток Вълтава тече през хълмистите равнини на Северна Чехия в сравнително широка долина и спокойно течение. Между устието на река Охрже и германския град Дрезден Лаба, (а след навлизането си в Германия – Елба), прорязва дълбок и красив пролом на протежение от около 80 km в източните части на планината Ерцгебирге (Рудни планини). На 15 km след Дрезден, при град Майсен Елба излиза от планините и навлиза в централната част на Северногерманската равнина, където образува широка и плитка долина със заблатени участъци и крайречни езера. В отделни участъци коритото ѝ е оградено с предпазни диги, а някои от множеството ѝ меандри са изправени. Ширината на реката нараства от 100 – 150 m в Дрезден до 300 – 500 m в Хамбург. Влива се в Хелголандския залив на Северно море при град Куксхафен, като образува голям естуар с дължина 110 km и ширина от 2,5 до 15 km.

### Водосборен басейн, притоци
Водосборният басейн на Елба обхваща площ от 148 268 km², простираща се на територията на 4 държави: Германия (97 175 km², 65,38%), Чехия (49 933 km², 33,84%), Австрия (921 km², 0,62%) и Полша (239 km², 0,16%). Речната ѝ мрежа е двустранно развита с почти равномерно разпределени леви и десни притоци. На североизток и изток водосборният басейн на Елба граничи с водосборния басейн на река Одер и други по-малки реки, вливащи се директно в Балтийско море, на юг – с водосборния басейн на река Дунав (от басейна на Черно море), а на югозапад и запад – с водосборните басейни на реките Рейн и Везер (от басейна на Северно море).
Елба получава множество притоци, като 27 от тях са с дължина над 50 km, в т.ч. 14 притока над 100 km, от които 5 притока над 200 km. По-долу са изброени всичките тези 27 притока, като за всеки от тях е показано дали е ляв (→) или (←) десен приток, дължината и площта на водосборния басейн.
- → Ула 78 /510
- → Метуе 77 / 608
- → Орлице 105 / 755
- → Лоучна 81 / 732
- → Хрудимка 106 / 867
- → Доубрава 88 / 592
- ← Цидлина 87 / 1 164
- ← Йизера 165 / 2 193
- → Вълтава 430 / 28 090
- → Охрже 316 / 5 614
- ← Плоучнице 106 / 1 194
- ← Шварце Елстер 179 / 5 705
- → Мулде 147 / 7 400
- → Зале 413 / 24 167
- → Оре 103 / 1 503
- ← Хафел 334 / 24 096
- ← Щепениц 85 / 1 299
- → Аланд 97 / ?
- → Етце 73 / 1 928
- ← Елде 208 / 2 990
- ← Зуде 90 / 2 253
- → Илменау 109 / 2 984
- ← Биле 65 / 506
- ← Алстер 56 / 581
- → Есте 62 / 364
- ← Щьор 87 / 1 781
- → Осте 149 / 1 715

### Хидроложки показатели
Елба има смесено снежно-дъждовно подхранване с повишено пролетно пълноводие в резултат от снеготопенето и слабо изразено лятно маловодие, по време на което характерно явление са епизодичните прииждания на реката в резултат от поройни дъждове във водосборния ѝ басейн, но като цяло речният отток на реката е с малки сезонни амплитуди. Многогодишните колебания на водното ниво достигат до 7 – 8 m. Среден годишен отток на границата между Чехия и Германия около 300 m³/sec, а в долното течение – 712 m³/sec. Морските приливи се разпространяват нагоре по течението на реката на 160 km. В горното течение замръзва за 1,5 – 2 месеца, а в долното – за 2 – 3 седмици, но ледената покривка е нетрайна и не се проявява ежегодно.

## Стопанско значение, селища
Елба е плавателна за плиткогазещи речни съдове на 950 km от устието (до чешкия град Колин). Долното ѝ течение, до Хамбург (на 110 km от устието) е достъпно за океански кораби (освен най-големите, над 50 хил.т). Чрез система от плавателни канали Елба се свързва с Балтийско море („Килски канал“, „Елба-Траве“, „Щьор канал“) и реките Рейн, Везер и Емс чрез „Средногерманския канал“ и Одер – каналите „Елба-Хафел“, „Одер-Хафел“ и „Одер-Шпрее“.
Долината на реката е гъсто заселена, като най-големите селища са градовете:
- Чехия – Храдец Кралове, Пардубице, Колин, Мелник, Литомержице, Усти над Лабем, Дечин;
- Германия – Пирна, Дрезден, Майсен, Риза, Торгау, Витенберг, Шьонебек, Магдебург, Витенберге, Бойценбург, Лауенбург, Хамбург, Брюнсбютел, Куксхафен.[1]

## История
Исторически Eлба е важна граница в европейската география. Реката е била известна на древните римляни под името Албис (Albis) – те дори опитват да придвижат източните граници на империята от Рейн до Елба, но претърпяват поражение през 9 г. в битката в Тевтобургската гора. През Средновековието, по реката преминава източната граница на империята на Карл Велики. Плавателната част на реката е доста важна за търговията на Ханзейския съюз.
През 1945 г., малко преди края на Втората световна война, войските на Третия райх са приклещени между армиите на съюзниците, настъпващи от запад, и съветските войски, придвижващи се от изток. На 25 април те се срещат в района на Торгау на Елба. Това събитие получава името „Среща на Елба“. След войната, по участък от течението на реката, преминава границата между източната и западната части на съвременна Германия.